# Shabelle
Cet article concerne la zone administrative. Pour le cours d'eau, voir Chébéli.
La zone Shabelle, anciennement zone Gode, est une zone administrative de la région Somali en Éthiopie. La zone compte 464 253 habitants en 2007, son chef-lieu est la ville de Gode.

## Géographie
Bordée au sud par la Somalie, la zone Shebelle est entourée en Éthiopie par la zone Est Bale de la région Oromia et par les zones Afder, Nogob et Korahe de la région Somali.
Gode est à environ 550 km de la capitale régionale Djidjiga.
Le Chébéli borde la partie nord de la zone et traverse sa partie sud. La rivière Fafen le rejoint par intermittence [Où ?] au sud de la zone. 
La zone est principalement desservie par l'aéroport de Gode. L'aéroport de Shilavo est moins important.

## Histoire
Gode et Kelafo sont au XXe siècle des capitales d'awrajas dans la province du Hararghe.
Au début des années 2000, la zone Gode s'étend principalement sur la rive gauche du Chébéli.
Elle s'agrandit largement vers le sud-ouest aux dépens de la zone Afder avant même le recensement de 2007. Elle cède ensuite du territoire aux zones voisines.
- Étendue initiale de la zone Gode
- Chébéli

## Woredas

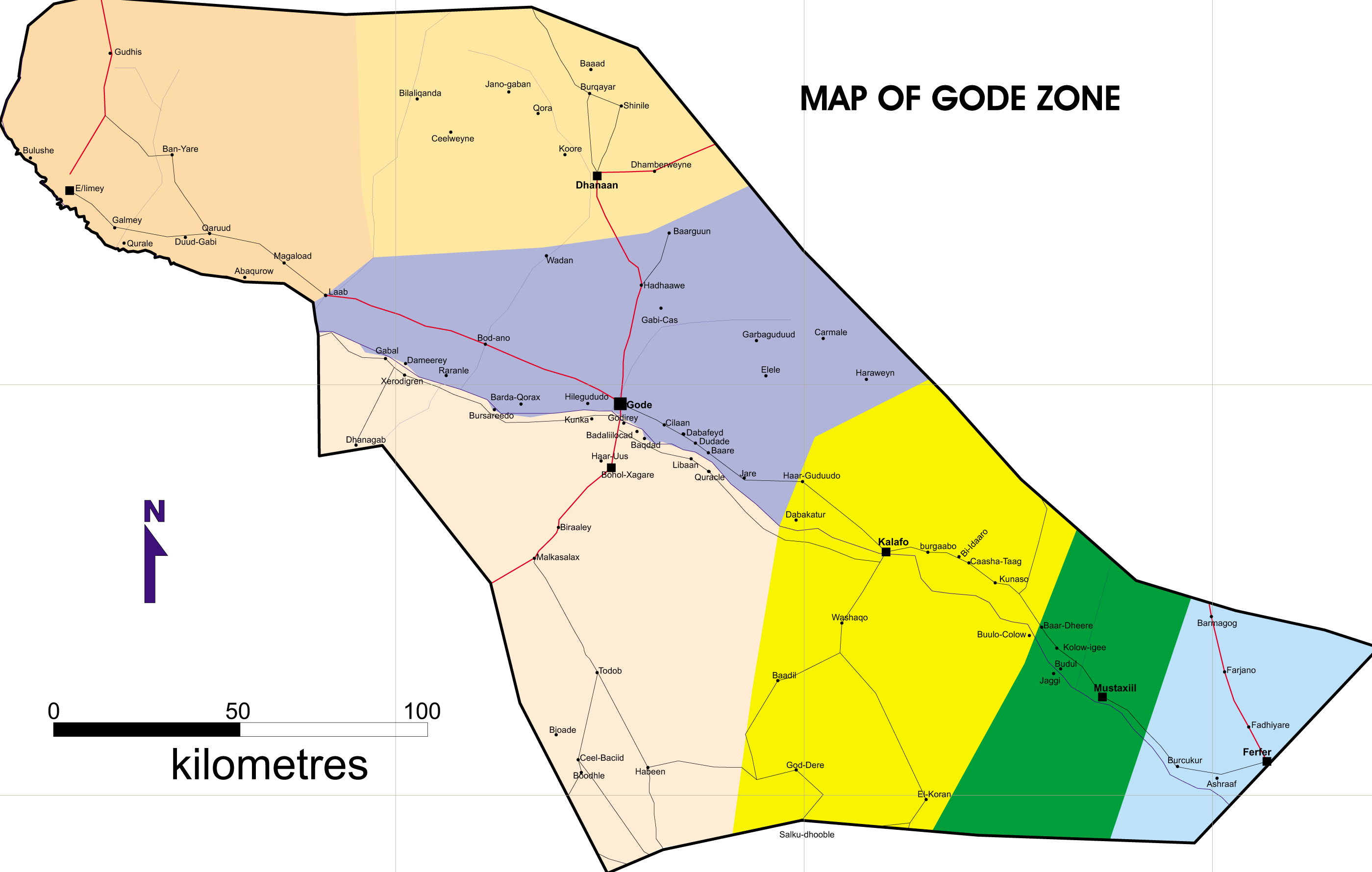
La zone Gode vers 2007.
Imiberi
Danan
Gode
Adadle
Kelafo
Mustahil
Ferfer

Dans les années 2000, la zone Gode est composée de sept woredas appelés
Adadle,
Danan,
Ferfer,
Gode,
Imiberi,
Kelafo et
Mustahil,,.
Elle prend le nom de zone Shabelle au plus tard en 2020 et se subdivise en onze woredas. Les nouveaux woredas sont Aba-Korow (détaché d'Imiberi), Berocano, Elale et la ville de Gode (détachés de Gode).

## Démographie
Le recensement national de 2007 fait état pour la zone Gode d'une population de 464 253 habitants dont 19 % de citadins.
Près de 99 % des habitants sont des Somalis, ont pour langue maternelle le somali et sont musulmans.
Gode est la principale agglomération de la zone avec 43 234 habitants en 2007 suivie par Est Imi et Kelafo qui ont respectivement 11 403 et 11 346 habitants. Mustahil, Danan et Adadilu ont 6 174, 6 135 et 5 584 habitants à la même date, les autres agglomérations ont moins de 5 000 habitants.
| Woreda   | Population 2007 | Agglomérations, |
| -------- | --------------- | --------------- |
| Adadle   | 83 260          | Adadilu         |
| Danan    | 23 784          | Danan           |
| Ferfer   | 38 984          | Burkur, Ferfer  |
| Gode     | 109 718         | Gode            |
| Imiberi  | 81 721          | Misrak Imi      |
| Kelafo   | 77 471          | Kelafo          |
| Mustahil | 49 315          | Mustahil        |

En 2022, la population est estimée sur le même périmètre à 682 481 personnes soit une densité de population de 17 personnes par km2 pour environ 39 911 km2 de superficie.
La zone perd cependant du territoire entre-temps et se réduit à 33 933 km2 au début des années 2020.